# Międzynarodowe Studium Doktoranckie Nauk Biologicznych PAN
Międzynarodowe Studium Doktoranckie Nauk Biologicznych PAN – studium doktoranckie utworzone w 2003 przez Muzeum i Instytut Zoologii PAN, Centrum Badań Ekologicznych PAN oraz Instytut Paleobiologii PAN, kształcące w dyscyplinach: zoologia, ekologia i paleobiologia.
O przyjęcie na 4-letnie, stacjonarne studia doktoranckie w zakresie nauk biologicznych mogą ubiegać się obywatele polscy i obcokrajowcy posiadający tytuł zawodowy magistra, magistra inżyniera lub inny równorzędny. Warunkiem koniecznym jest znajomość języka angielskiego.
Wysokość stypendium w MSDNB nie może być niższa niż 60% minimalnego wynagrodzenia zasadniczego asystenta ustalonego w przepisach o wynagradzaniu nauczycieli akademickich.
Kierownikiem Studium jest prof. dr hab. Joanna Gliwicz.